# Германско-грузинские отношения
Германско-грузинские отношения относятся к дипломатическим, экономическим и культурным связям между Германией и Грузией, которые развиваются несколько столетий. Германия провозгласила независимость Грузинской демократической республики после Первой мировой войны и была одной из первых стран, признавших новообразованное государство в 1918 году, сделав его протекторатом Германской империи. Двусторонние отношения были прерваны из-за насильственного присоединения Грузии к Советскому Союзу в 1922 году, но были восстановлены 13 апреля 1992 года после распада СССР. У Грузии есть посольство в Берлине, а у Германии есть посольство в Тбилиси.

## Первая республика

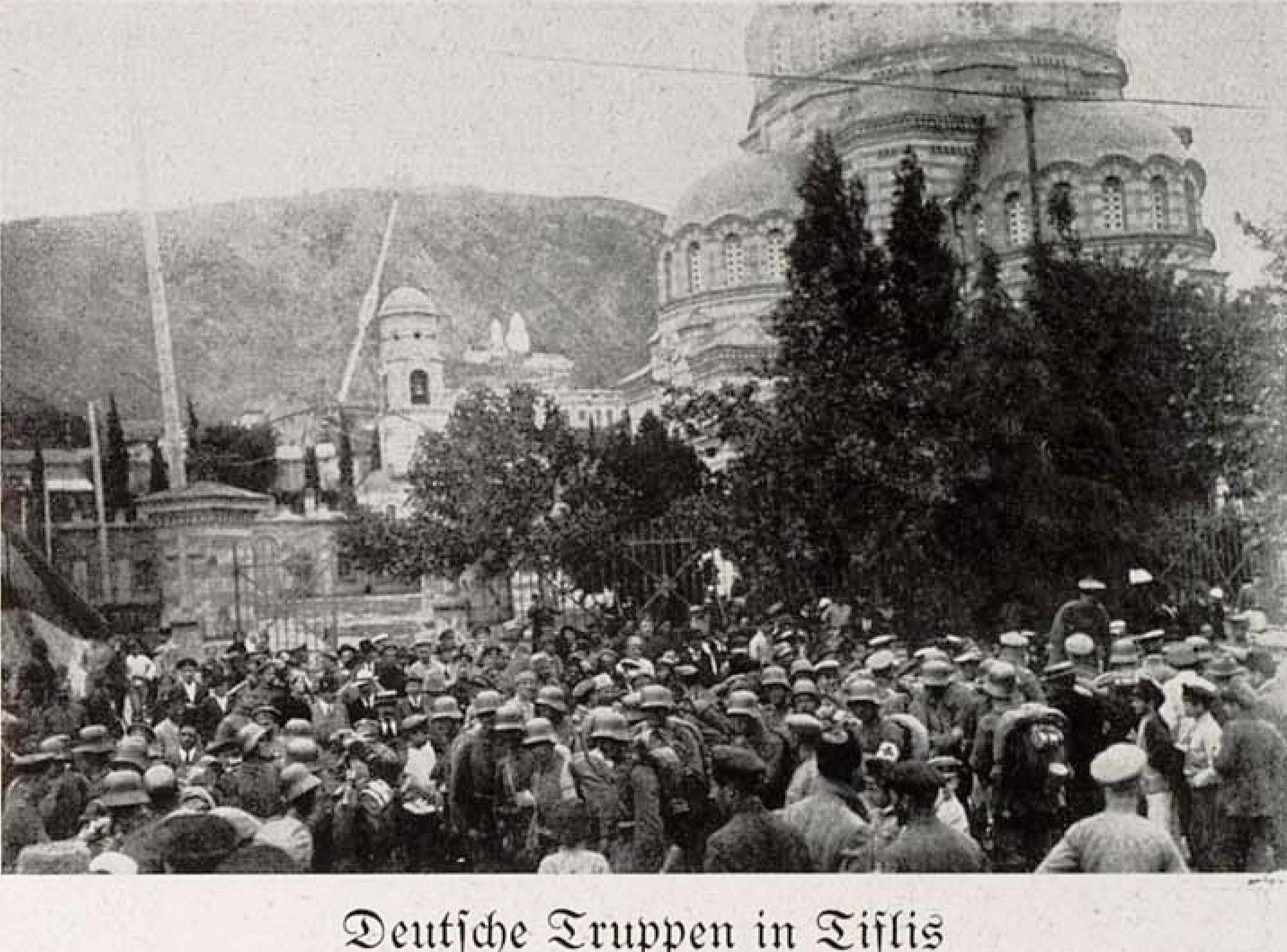
Немецкие войска в Тбилиси, 1918 год

Когда Грузия впервые добилась независимости в 1918 году, геополитическая ситуация в стране была сложной. Чтобы сохранить свой неоспоримый суверенитет и сохранить как и Россию, так и Турцию, Грузия стала протекторатом Германской империи, которая отправила контингент войск под руководством генерала Кресс фон Крессенштейна Фридриха.
Немецкое участие было недолгим, но эффективным — Берлин оказал давление на Турцию в отношении этнических границ Грузии, и к июлю 1918 года Турция передала все порты и железные дороги под контроль Грузии, которые до этого момента контролировались Турцией. Германия также предоставила миллионы немецких марок новой республике. Германии пришлось вывести войска из страны вскоре после её поражения в Первой мировой войне.

## Советский период
К 1940-м годам немцы проживали в более чем 20 грузинских городах, а их присутствие насчитывало более 24 000 человек. В результате антигерманской политики Советского правительства во время Второй мировой войны с октября 1941 года по апрель 1942 года большинство грузинских немцев, в общей сложности 19 186 человек, были депортированы из республики советскими властями.

## Современный период
27 ноября 2018 года впервые за всю историю отношений между двумя странами было подписано соглашение о военном сотрудничестве. Договор подписали министр обороны Грузии Леван Изория и министр обороны ФРГ Урсула фон дер Ляйен. В рамках договора Германия будет оказывать поддержку политике открытых дверей НАТО в отношении Грузии.